# Campeonato Mundial de Patinaje de Velocidad sobre Hielo de 2006
El C Campeonato Mundial de Patinaje de Velocidad sobre Hielo se celebró en Calgary (Canadá) del 18 al 19 de marzo de 2006 bajo la organización de la Unión Internacional de Patinaje sobre Hielo (ISU) y la Asociación Canadiense de Patinaje de Velocidad sobre Hielo.
Las competiciones se realizaron en el Anillo Olímpico. Participaron en total 48 patinadores de 13 países.

## Resultados

### Masculino
| Evento                        | Oro                                        | Plata                                   | Bronce                                    |
| ----------------------------- | ------------------------------------------ | --------------------------------------- | ----------------------------------------- |
| 500 m (18.03)                 | Shani Davis Estados Unidos 35,17 s         | Konrad Niedźwiedzki · Polonia · 35,52 s | Chad Hedrick Estados Unidos 35,58 s       |
| 1500 m (19.03)                | Shani Davis Estados Unidos 1:42,68         | Chad Hedrick Estados Unidos 1:42,85     | Denny Morrison · Canadá · 1:42,79         |
| 5000 m (18.03)                | Sven Kramer · Países Bajos · 6:09,97       | Chad Hedrick Estados Unidos 6:09,98     | Enrico Fabris · Italia · 6:10,23          |
| 10 000 m (19.03)              | Sven Kramer · Países Bajos · 12:51,60 RM   | Øystein Grødum · Noruega · 12:56,38     | Lasse Sætre · Noruega · 12:56,85          |
| Clasificación general (19.03) | Shani Davis Estados Unidos 145,742 pts. RM | Enrico Fabris · Italia · 147,216 pts.   | Sven Kramer · Países Bajos · 148,107 pts. |

### Femenino
| Evento                        | Oro                                      | Plata                                                           | Bronce                                  |
| ----------------------------- | ---------------------------------------- | --------------------------------------------------------------- | --------------------------------------- |
| 500 m (18.03)                 | Cindy Klassen · Canadá · 37,51 s RM      | Yekaterina Lobysheva · Rusia · Kristina Groves · Canadá · 38,75 | —                                       |
| 1500 m (19.03)                | Cindy Klassen · Canadá · 1:51,85         | Ireen Wüst · Países Bajos · 1:54,03                             | Kristina Groves · Canadá · 1:54,54      |
| 3000 m (18.03)                | Cindy Klassen · Canadá · 3:53,34         | Claudia Pechstein · Alemania · 3:57,35                          | Kristina Groves · Canadá · 3:59,46      |
| 5000 m (19.03)                | Cindy Klassen · Canadá · 6:48,97         | Martina Sáblíková · República Checa · 6:50,45                   | Claudia Pechstein · Alemania · 6:51,11  |
| Clasificación general (19.03) | Cindy Klassen · Canadá · 154,580 pts. RM | Claudia Pechstein · Alemania · 158,265 pts.                     | Kristina Groves · Canadá · 158,295 pts. |

## Medallero
- Solo se otorgan medallas en la clasificación general.

| Núm. | País           | Oro | Plata | Bronce | Total |
| ---- | -------------- | --- | ----- | ------ | ----- |
| 1    | Canadá         | 1   | 0     | 1      | 2     |
| 2    | Estados Unidos | 1   | 0     | 0      | 1     |
| 3    | Alemania       | 0   | 1     | 0      | 1     |
| 3    | Italia         | 0   | 1     | 0      | 1     |
| 5    | Países Bajos   | 0   | 0     | 1      | 1     |
|      | TOTAL          | 2   | 2     | 2      | 6     |